# Коледжата ди Санта Мария Асунта
Коледжата ди Санта Мария Асунта (на италиански: Collegiata di Santa Maria Assunta), т.е. Колегиална църква на Св. Мария Възнесена, е католическа малка базилика в Сан Джиминяно, Тоскана, Централна Италия, намираща се на главния площад в сърцето на града. Църквата е известна със своите стенописи – дело на Доменико Гирландайо, Беноцо Гоцоли, Тадео ди Бартоло, Липо Меми и Бартоло ди Фреди.
Базиликата е обект на Световното културно наследство на ЮНЕСКО като част от „Историческия център на Сан Джиминяно“, включително и нейните стенописи.

## История
Изграждането на първата църковна сграда започва през 10 век (вероятно около 1056 г.). В началото на 12 век значението на Сан Джиминяно, както и на неговата главна църква, нарастват непрекъснато поради минаващата през града Via Francigena – маршрутът на поклонниците към Рим. Църквата е осветена на 21 ноември 1148 г. и посветена на Свети Геминиан (Сан Джиминяно) в присъствието на папа Евгений III и 14 прелати. Това събитие е отбелязано с паметна плоча на фасадата на църквата. През 1239 г. църквата е реконструирана, а през 1263 г. пред нея е построено парадно стълбище. Силата и мощта на града продължават да растат и скоро той намира възможността да получи автономия от Волтера. Църквата притежаваше земята и се радва на множество привилегии, които са одобрени с папски були и укази. Получава колегиален статут на 20 септември 1471 г.
През XIII-XV век църквата се обогатява с нови стенописи и скулптури. Западната част на сградата (литургичният изток) е разширена от архитекта Джулиано да Маяно между 1466 и 1468 г., който издига кръстосания свод и презвитерия. Той също така проектира Параклиса на Непорочното зачатие и Параклиса на Света Фина.. Църквата е повредена по време на Втората световна война, а при последвалата реставрация през 1951 г. източният триапсиден край на ранната църква е открит под наоса на сегашната църква.
Църквата съхранява мощите на светеца-покровител на града - Свети Геминиан, беатифициран за епископ на Модена, чийто ден се чества на 31 януари. На 8 май 1300 г. Данте Алигиери пристига в Сан Джиминяно като посланик на Гвелфската лига в Тоскана, а през 1497 г. Джироламо Савонарола проповядва от амвона на тази църква.

## Архитектура
Коледжата се намира в западната част на Катедралния площад на Сан Джиминяно, поради което се нарича „катедрала“ (на итал. duomo), въпреки че църквата никога не е била седалище на епископ. Фасадата на църквата е обърната на изток, докато олтарът е обърнат на запад, както в базиликата Свети Петър. Църквата е изградена в романски архитектурен стил от XII-XIII век с изключение на два параклиса в ренесансов стил. Скромно декорираната фасада е свързана с площада чрез широка стълба и има по една врата във всяко крило на сградата, но няма централен вход. Вратите са покрити с каменни прегради с вдлъбнати арки над тях, изработени от необичаен камък габро.  Горе в края на кораба има розетен прозорец, а отстрани над всяка врата има по-малки прозорци, които дават светлина на всяко крило на църквата. Фасадата, изработена от камък, е издигната с тухлена надстройка през 1340 г., когато са преустроени оребрените сводове и са добавени два по-малки прозореца. По правило ролята на главния архитект на църквата от средновековния период се приписва на Матео ди Бурдисенду, чиято дейност е записана през 1239 г., но всъщност той проектира само централния прозорец и малко се знае за неговия последващ принос. Има прорез под прозореца, която показва местоположението на прозореца, който осветява олтара на ранната църква и може да е най-видимият знак за преориентирането на сградата поради реконструкция от 12 век, въпреки че това не е напълно съгласни от учените.
В северната част на сградата, в ъгъла между трансепта и олтара, има строга правоъгълна камбанария с единични сводести отвори от всяка страна. Може също да се отнася за ранна църква, тъй като може да маркира размерите на оригиналния западен фронт или може да е била една от многото къщи-кули в града, които са влезли във владение на църквата. В южния край има лоджията на купела - покрита аркада от XIV век с дебели осмоъгълни колони и кръстосан свод.
Отвътре църквата има формата на латински кръст с централен кораб (наос) и странични кораби, които са разделени от аркади от седем романски полукръгли арки, поддържани от колони с опростени коринтски капители. Олтарът е изграден под формата на обикновен правоъгълник и има единичен аркистен прозорец в края. Целият таван се състои от четириъгълни сводове, датиращи от средата на 14 век. Въпреки че църквата е построена през готическата епоха и е украсена съответно, профилите на ребрата са направени полукръгли в романски стил. Горният ред прозорци е представен от малки прозорци, вмъкнати при изграждането на свода; наред с ланцетните прозорци в северната стена на страничния кораб, прозорците в него впоследствие са покрити със стенописи, което прави вътрешността на църквата много тъмна.

## Интериор
Романските архитектурни детайли на интериора са подчертани от декоративната употреба на цвят, с voussoires (клиновидни елементи) на аркадите, направени последователно от бял и черен камък, като по този начин придават на аркадите раирано оцветяване, както в катедралата на Орвието. Целият свод е боядисан в лапис лазули и осеян със златни звезди, докато ребрата на свода са подчертани от ленти от геометрични декорации предимно в червено, бяло и златно.
Църквата е най-известна с практически непокътнатия цикъл от стенописи, които покриват всички вътрешни стени, повечето от които датират от 14 век и са дело на художници от Сиенската живописна школа, повлиянаот византийските традиции на Дучо ди Буонинсеня и ранните ренесансови проекти на Джото. Стенописите се състоят от цикли: Стар завет, Нов завет, Страшният съд, както и Благовещението, Мъките на Св. Себастиан и историите на местната светица на име Фина, включително няколко по-малки творби.

### Цикъл наСтария завет
В стената на левия неф има шест украсени фрагменти. Стенописите от първия фрагмент са в лошо състояние, а в шестия те са били повредени и частично унищожени при инсталиране на тръби на орган. Останалите картини с изключение на възстановената панел шести фрагмент, са с творби на Бартоло ди Фреди и според надписи са завършени около 1356 г. Цикълът се състои от три нива, на всяко от които събитията са изобразени в хронологичен ред от ляво надясно:

#### Горен ред
Горният слой е разположен в люнетите под арката и изобразява историята на Сътворението на света.
1. Сътворението на небето
2. Сътворението на Адам
3. Адам дава имена на животните
4. Сътворението на Ева
5. Бог забранява на Адам и Ева да се докосват забравените плодове
6. Грехопадение (загубен)

#### Среден ред
В средното ниво се появяват останалите 10 сцени, както и две от дясно, които са повредени по време на поставянето на органа.
1. Изгонването на Адам и Ева от Рая 
2. Каин убива Авел 
3. Ной със семейството си строи ковчег
4. Животните влизат в ковчега на Ной
5. Ной и семейството му благодарят на Бога за спасението след Великия потоп
6. Опиянение на Ной
7. Авраам и Лот напускат Халдейската земя
8. Авраам и Лот решават да се разделят приятелски
9. Сънят на Йосиф
10. Братята на Йосиф го хвърлят в рова 
11. Историята на Йосиф в Египет (загубен)
12. Историята на Йосиф в Египет (загубен)

#### Долен ред
1. Йосиф забавя своите братя 
2. Йосиф разкрива самоличността си и семейството си (незавършен)
3. Мойсей превръща жезъла си в змия
4. Армията на фараона се дави в Черно море (стенописът заема две секции)
5. Моисей на планината Синай
6. Бог позволява на дявола да отнеме на Йов всички имоти
7. Крадците крадат добитък и убиват слугите на Йов
8. Вихър унищожава къщата на Йов, където са се събрали всички негови деца и те умират
9. Йов прославя Бога
10. Йов, заболял от проказа, посетен от приятелите му (незавършен)
11. (Изгубена сцена)

### Цикъл на Новия завет
Шест украсени фрагмента в дясното крило на църквата, изобразяващи сцени от Новия завет, засега нямат ясен автор. Джорджо Вазари твърди, че стенописите са направени от Барна да Сиена и разказва, че един ден Барна паднал от скелето и намерил смъртта си. Изглежда, че името „Барна" във връзка с картината на църквата „Санта Мария Асунта“ се появява в коментарите на Лоренцо Гиберти. През 1927 г. архивистът Пелео Бачи предполага, че всъщност не е имало Барна, а стенописите принадлежат на Липо Меми. Хипотезата не получава подкрепа и е слабо обсъждана в продължение на 50 години. Въпреки това през 1976 г. тя е преработена и Гордън Моран предполага, че има неправилна транскрипция на думата „Бартоло" в „Барна" (Бартоло ди Фреди, автор на фреските от Стария завет).
Днес повечето учени признават, че цикълът на Новия завет е изпълнена от Липо Меми, което може би подпомогнат от братята си, Федерико Меми и Мемо ди Филипо. Липо Меми изпитва влияние от по-известния художник, негов зет Симоне Мартини.Творението на художника е и Маеста в Залата на съвета на Общинската палата, която е имитирана от Симоне Мартини в Палацо Публико в Сиена. Очевидно цикълът на Новия завет на дясната част на църквата е изпълнен по-рано от Стария завет в периода от 1335 до 1445 г.
Сцените от Новия завет са разделени на четири отделни истории, които не трябва да се гледат отляво надясно, тъй като са от лявата страна на църквата. Както вляво те са разделени на три нива. Горният етаж е разположен в люнетите между сводовете.

#### Горен ред
Най-горният ред показва Раждането на Исус. Стенописите се четат от дясно наляво и се намират в шест фрагменти.
1. Благовещение
2. Рождество и поклонение на овчарите
3. Поклонение на влъхвите
4. Сретение Господне
5. Избиване на младенците
6. Бягство в Египет

#### Среден ред
Средният ред показва сцени от живота на Христос, като се започне от четвъртата част (по-долу картини Сретение), се състои от осем сцени. На сцената умело се съчетават по такъв начин, че елементите на разказа могат да се сравняват или контраст. През четвъртото фрагмент показва сюжетите Христос сред учителите в Йерусалимския храм на възраст 12 години, за Укор и увенчаването с трънния венец.
1. Исус сред учителите в Йерусалимския храм
2. Кръщение Господне
3. Призванието на Петър
4. Брак в Кана Галилейска (повреден по време на Втората световна война)
5. Преображение Господне
6. Възкресението на Лазар
7. Влизане на Исус в Йерусалим
8. Народът посреща Исус в Йерусалим (последните две сцени са едно събитие и заемат повече от две рамки).

#### Долен ред
Долният ред описва Страстите Христови. Той продължава под сцената на Влизане на Христос в Йерусалим и се състои от осем сцени в повече от четири фрагменти.
1. Тайната вечеря
2. Юда се съгласява да предаде Исус за тридесет сребърника
3. Исус се моли в Гетсиманската градина
4. Целувката На Юда
5. Исус в претория
6. Бичуването на Христос
7. Поругаване и увенчаване трънен венец
8. Исус носи кръста към Голгота

#### Пети и шести фрагмент
Петият фрагмент, разположен под люнета с Избиването на невинните, изобразява единствената голяма сцена на Разпятието  .
Шестият фрагмент, разположен под люнета с бягството в Египет, изобразява четири сцени (унищожени през 15 век) на събития  след Разпятието. Предполага се, че това е:
1. Слизането от кръста
2. Съшествие в Ада
3. Възкресение Христово
4. Светата Троица

#### Страшният съд
Стенописът е направен върху вътрешната стена на фасадата на църквата и стените, прилежащи към наоса. Завършен е през 1393 г. от Тадео ди Бартоло, един от най-известните сиенски художници от 14 век. В централната част е изобразен Христос Съдията, Света Богородица, Св. Йоан и апостолите. Вдясно има Разрушения рай. Отляво е Адът, където са изобразени страшни мъки, очакващи онзи, който извърши смъртен грях . 

### Капела „Санта Фина“
Капелата често е описвана като „едно от съкровищата на архитектурата, живописта и скулптурата на Ренесанса“. Параклисът е посветен на младо момиче на име Серафима, по-известно като „Фина“, канонизирана по късно като местна светица. Благочестивото момиче първо остава сираче в много ранна възраст, а по-късно, когато навършва 10 г., заболява от тежка болест, която я прави инвалид. В продължение на 5 години тя лежи неподвижна върху дървена скара, изоставяйки леглото си, под грижите на две жени. Според легендата осем дни преди смъртта ѝ, когато вече е на 15-годишна възраст, тя получава видение, в което и се явява свети папа Григорий I и ѝ разказва за предстоящата и кончина. В деня на смъртта ѝ на 12 март 1253 г. църковните камбани в Сан Джиминяно започват да бият сами, а около дървената скара изникват бледи виолетови цветя. Когато сестрата, която се е грижила за нея преди смъртта ѝ, докосва ръката на мъртвата, парализираната ѝ ръка, с която е подкрепяла главата на починалата, оздравява. В деня на погребението ѝ сляпо момче от хора, докосвайки краката ѝ възвръща зрението си.
Параклисът е построен в седмата аркада на десния неф от Джулиано да Маяно, а неговият брат Бенедето внася архитектурните детайли и завършва резбата на олтара. Света Фина е погребана под олтара. Страничните стени на параклиса са изрисувани от Доменико Гирландайо около 1475 г. Стенописите му изобразяват Посещението на папа Григорий на Света Фина и Погребението на Света Фина, с различни чудеса, включително две изцеления и ангел, който звъни на камбани на заден план. Сводът и ребрата му са украсени от Себастиано Майнарди с фигурите на евангелистите, пророците и отците на Църквата.

### Паракис на Непорочното зачатие
Параклисът е построен през 1477 г. и е модифициран през 17 век. Страничните люнети съдържат фрески от Николо ди Лапи, изобразяващи Рождество Богородично и празничната меса на Свети Филип Нери. На свода има фреска от Пиетро Дандини –Коронацията на Дева Мария. Олтарът е украсен с произведение на Лодовико Карди за Непорочното зачатие на Дева Мария от края на 16 век.

### Други произведения

#### Свети Себастиан
В задната част, под „Страшния съд“ се намира фреската „Мъченичество на св. Себастиан“ от Беноцо Гоцоли от 1465 г. Работата е поръчана от жителите на Сан Джиминяно като в резултат на този техния обет да почетат светеца, чиято намеса отслабва разпространеннието на чумата през 1464 г. Фреската показва образите на Христос и Дева Мария в слава, отдолу свети Себастиан, застанал на класически пиедестал, обсипан със стрели и търпящ мъчението. В това време го коронясват ангели.
Беноцо Гоцоли, докато работи върху Флорентинския баптистерий, учи с Лоренцо Гиберти. Той изпълнява две други важни поръчки в Сан Джиминяно. И двете са в църквата „Сант Агостино“: цикъл от фрески за живота на блажения Августин, завършен през 1464-1465 г., и цикъл за свети Себастиан, показващ жителите на града, криещи се под наметалото му.

#### Благовещение
В лоджията на купела, южно от църквата, има няколко малки фрески на светци, както и голяма творба, Благовещение, която първоначално се приписва на Доменико Гирландайо, но днес се смята, че е автор на Себастиано Майнарди, за когото се твърди, че го е завършил през 1482 г. Срещу Благовещение има купел, който е изваден от църквата и е на това място от 1632 г. Има формата на шестоъгълник, от едната страна има скулптурен релеф, на преден план е изобразено Кръщение Господне, а на два съседни панела има коленичили ангели. Тя е дело на сиенския скулптор Джовани ди Чеко и е поръчана от Вълнената гилдия през 1379 г.

#### Произведения на Якопо дела Куерча и други
- Благовещение – фигури на ангел и Дева Мария, издълбани в дърво от Якопо дела Куерча, се намират в края на кораба. Те са създадени около 1421 г. и по-късно нарисувани от Мартино ди Мартоломео.
- Папа Григорий предсказва смъртта на свети Фина – фреска от началото на 14 век в люнета на дясната аркада на кораба, вероятно от Сеня ди Бонавентура.
- В главния олтар на църквата има голям мраморен киворий и два коленичили ангела със свещници, дело на Бенедето да Маяно (братът на Джулиано), създадени по същото време като олтара и скинията в параклиса „Св. Фина“ (1475 г.).
- Кръстът с Разпятието в параклиса е дело на флорентинския скулптор Джовани Антонио Нофери от1754 г. Той също така украсява мраморния под на параклиса.